# Truro (Nueva Escocia)
Truro es un pueblo en el centro de Nueva Escocia, Canadá. Truro es la sede del Condado de Colchester y está situado en el lado sur de la llanura de inundación del río Salmon, cerca de la desembocadura del río en el extremo oriental de la bahía Cobequid. En 2011, Truro tenía unos 12.059 habitantes.

## Geografía
Truro se encuentra en las siguientes coordenadas: 45°21′53″N 63°16′48″O / 45.36472, -63.28000

## Historia
El nombre Micmac para el área de Truro, "Wagobagitik", que significa "fin del flujo del agua", fue acortado por los colonos acadienses a "Cobequid" que llegaron a la zona a principios de 1700 y hacia el 1727 habían establecido un pequeño pueblo cerca del sitio del centro actual de Truro conocido como "Bois Brule Vil" (Pueblo en la madera quemada). Muchos acadianos abandonaron esta región en el Éxodo Acadiano que precedió a la expulsión de los acadios en 1755, la ciudad fue repoblada en 1761 por los presbiterianos del Úlster predominantemente de origen escocés que vinieron de Irlanda a través de Nueva Inglaterra. Lleva el nombre de la ciudad de Truro en Cornualles, Inglaterra.
Originalmente una pequeña comunidad agrícola, la construcción del ferrocarril de Nueva Escocia, desde Halifax y Pictou en 1858 hizo que el municipio experimentáse una rápida tasa de crecimiento que aumentó aún más cuando el ferrocarril se conectó con el centro de Canadá en 1872 y se convirtió en el ferrocarril Intercolonial. El Intercolonial, que más tarde se convirtió en el Canadian National, construyó una rotonda grande y un patio de ferrocarril en Truro. Otros enlaces ferroviarios a Cabo Bretón y al Valle de Annapolis a través del tren de Dominio Atlántico en 1905 convirtieron aún más a la ciudad en un eje de transporte de Nueva Escocia. El ferrocarril también atrajo a industrias, tales como los molinos de lana de Truro en 1870 (que más tarde se convirtió en Stanfield) y las instituciones provinciales como la Escuela provincial normal (luego el Nova Scotia Teachers College) y el Colegio Agrícola de Nueva Escocia. La ciudad fue incorporada oficialmente en 1875. Muchas figuras del pasado de la ciudad se pueden contemplar en más de 40 esculturas de árboles que fueron talladas en troncos de los árboles después que Truro perdió la mayoría de sus árboles de olmo debido a la enfermedad neerlandesa del olmo en la década de 1990. La historia de la ciudad y el condado circundante se conserva en el Museo Histórico Colchester (c.1900-1901) en Truro está en el registro canadiense de Lugares Históricos.

## Demografía
De acuerdo a Statistics Canada, en 2011, Truro tenía una población de 12.059 habitantes. En el área metropolitana de Truro habitaban 22.777 personas, mientras que en su conglomerado urbano la cifra aumenta a 45.888 habitantes.